# Veľké Hoste
Veľké Hoste (bis 1927 slowakisch „Veľké Hostie“; deutsch Großhoste, ungarisch Nagyvendég) ist eine Gemeinde im Westen der Slowakei mit 520 Einwohnern (Stand 31. Dezember 2024), die zum Okres Bánovce nad Bebravou, einem Teil des Trenčiansky kraj, gehört.

## Geographie
Die Gemeinde befindet sich im Nordwestteil des Hügellands Nitrianska pahorkatina am Fuße des Gebirges Považský Inovec am Mittellauf des Baches Livina im Einzugsgebiet der Bebrava. Das Ortszentrum liegt auf einer Höhe von 230 m n.m. und ist 13 Kilometer von Bánovce nad Bebravou entfernt.
Nachbargemeinden sind Pochabany im Norden, Haláčovce im Nordosten, Otrhánky im Osten, Libichava und Šišov im Süden und Nemečky im Westen.

## Geschichte
Auf dem Gemeindegebiet von Veľké Hoste gab es eine Siedlung in der Jungsteinzeit, später eine Siedlung der jungbronzezeitlichen Lengyel-Kultur und in der Hallstatt- und Römerzeit sowie slawische Grabhügel aus dem 7.–9. Jahrhundert.
Veľké Hoste wurde zum ersten Mal 1329 als Wendegy schriftlich erwähnt und war ursprünglich Besitz der Nachfahren des Bans Becsend aus dem Geschlecht Hont-Pázmány. Im 16. Jahrhundert wurde das Dorf Bestandteil des Herrschaftsgebiets von Topoltschan und im 17. Jahrhundert des Herrschaftsgebiets von Tovarníky. 1715 wohnten 12 Haushalte im Ort, 1778 hatte die Ortschaft zwei Mühlen und 41 Haushalte, 1828 zählte man 40 Häuser und 274 Einwohner, die als Landwirte und Tagesarbeiter beschäftigt waren.
Bis 1918 gehörte der im Komitat Neutra liegende Ort zum Königreich Ungarn und kam danach zur Tschechoslowakei beziehungsweise heute Slowakei.

## Bevölkerung
| Jahr                | 1994 | 2004    | 2014    | 2024     |
| ------------------- | ---- | ------- | ------- | -------- |
| Anzahl der Personen | 559  | 552     | 586     | 520      |
| Unterschied         |      | −1,25 % | +6,15 % | −11,26 % |

| Jahr                | 2023 | 2024    |
| ------------------- | ---- | ------- |
| Anzahl der Personen | 539  | 520     |
| Unterschied         |      | −3,52 % |

Nach der Volkszählung 2011 wohnten in Veľké Hoste 574 Einwohner, davon 559 Slowaken. Ein Einwohner gab eine andere Ethnie an und 14 Einwohner machten keine Angabe zur Ethnie.
526 Einwohner bekannten sich zur römisch-katholischen Kirche, sieben Einwohner zur Evangelischen Kirche A. B., zwei Einwohner zur evangelisch-methodistischen Kirche und ein Einwohner zur griechisch-katholischen Kirche. 12 Einwohner waren konfessionslos und bei 26 Einwohnern wurde die Konfession nicht ermittelt.